# الجمعية الاتحادية للبشر الصغار وعائلاتهم
الجمعية الاتحادية للبشر الصغار وعائلاتهم هي منظمة ألمانية تعمل في مجال المساعدة الذاتية الموجهة للصحة والأسرة. وتدافع عن مصالح واهتمامات ذوي الاحتياجات الخاصة وأسرهم في ألمانيا.
في عام 2013، تجاوز عدد أعضاء الجمعية 3500 عضو. ونظرًا لتعدد أسباب التقزم، تتنوع أيضًا التشخيصات بين الأعضاء.

## التاريخ
تعود أصول الجمعية إلى أوائل ثمانينيات القرن العشرين. في ذلك الوقت، بدأ آباء الأقزام بالالتقاء بهدف التواصل وتبادل الخبرات والمعلومات. جاءت المبادرة من روزينا وكارل هاينز كلينجبيل وعالم النفس أورترون شوت. 
تأسست الجمعية في البداية في 16 فبراير 1988، باسم "مجموعة آباء الأطفال الأقزام". في العام نفسه، عُقد أول منتدى للتقزم في ماولوف. وفي بريمن عام 1991، أُنشئ أول مركز استشاري ومكتب له، وضمّ موظفًا إداريًا متفرغًا وفريقًا إداريًا.
حققت مبادرة مع جمعية الأشخاص المصابين بالتقزم حظرًا على مستوى البلاد على قذف الأقزام في عام 1992. وفي مايو، عُقد منتدى دولي حول التقزم في بريمن. بعد مرور عام، قرر الأعضاء إعادة تسمية الجمعية إلى "الرابطة الفيدرالية للأشخاص الأقزام وعائلاتهم".
وقد شملت النجاحات التي حققتها بالتعاون مع المنظمات والمبادرات الأخرى مشاركة الرابطة الفيدرالية للأشخاص الأقزام وعائلاتهم في تأسيس المجلس الألماني للإعاقة و تحالف الأمراض النادرة المزمنة. وقد تم الاعتراف بأهمية الجمعية وإنجازاتها في عام 2006 من خلال منح صليب الاستحقاق الفيدرالي للرئيس المؤسس كارل هاينز كلينجبيل.
في عام 2007، افتُتح المركز الألماني لقضايا التقزم. ويشتمل جزء منه على شقة نموذجية مُصممة خصيصًا للأقزام، حيث يُمكن للأفراد المُصابين اختبار مختلف الأدوات التقنية لتحديد مدى فائدتها.
سعى مشروع "تغيير الأجيال" إلى تحقيق هدفٍ مستقبلي في عام 2013. ويتزايد انخراط الشباب الأقزام، الذين ارتبطوا بالجمعية منذ الصغر، في مناصبَ مسؤولة. ومنذ 17 مارس 2013، تولت باتريشيا كارل-إنيغ رئاسة الجمعية. وقد خلفت دوريس ميشيل، التي شغلت هذا المنصب لمدة 12 عامًا.

## استضافة ألعاب الأقزام العالمية

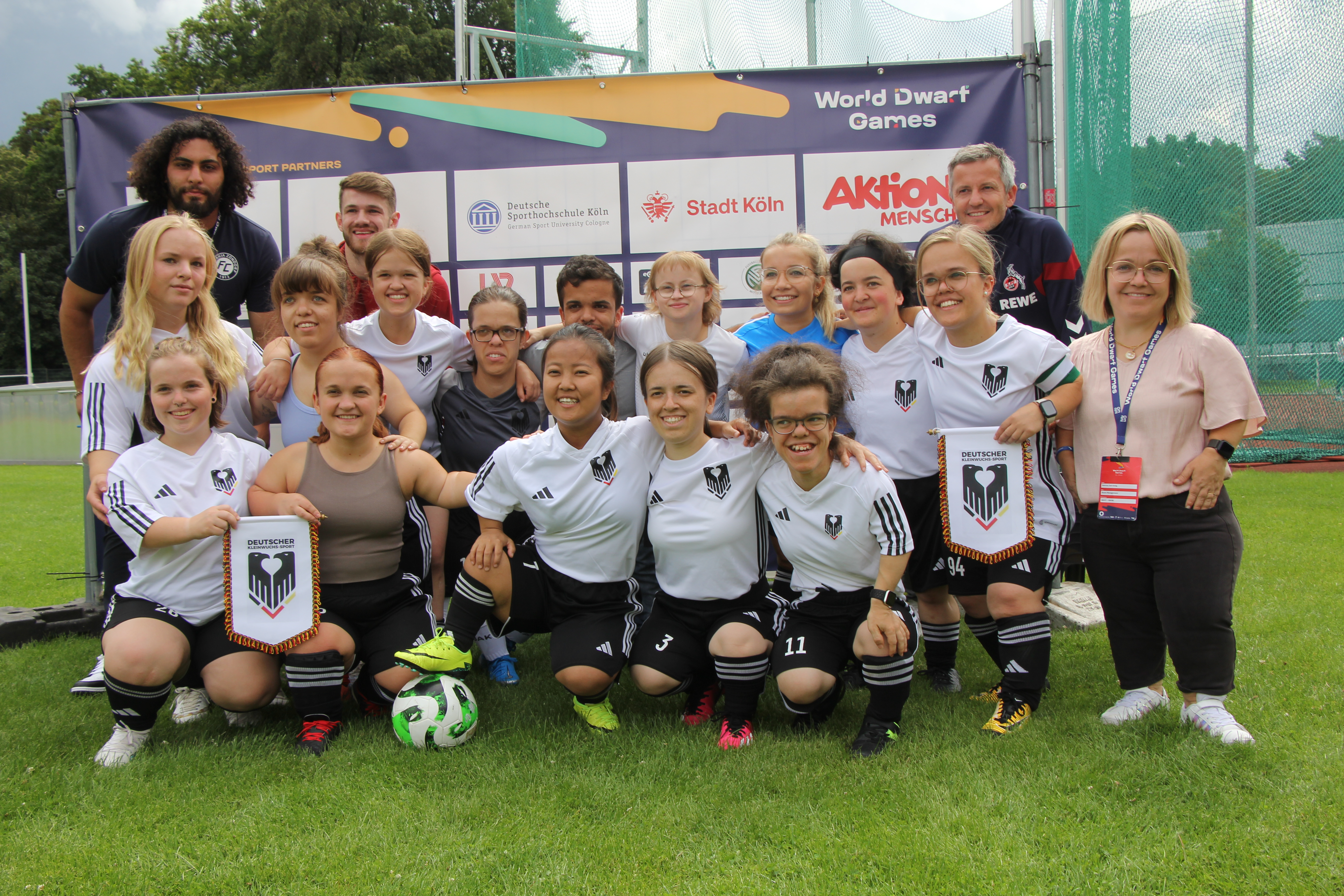
منتخب ألمانيا مع لاعبي نادي كولن خلال دورة الألعاب العالمية للأقزام

في عام 2023، استضافت الجمعية دورة الألعاب العالمية الثامنة للأقزام في كولونيا، بمشاركة أكثر من 500 رياضي من 25 دولة.

## الأهداف والمهام
وفقًا لنظامها الأساسي، تلتزم الجمعية حصريًا برعاية مصالح الأقزام، مع التركيز دائمًا على مساعدة أنفسهم. وينتج عن ذلك المهام التالية:
- دعم الأعضاء من خلال المعلومات والمشورة والرعاية والتمكين في كل ما يتعلق بالتقزم.
- التمكين النفسي والاجتماعي للمتضررين.
- تعزيز الاندماج في المجتمع.
- الحد من الأحكام المسبقة الموجودة.
- تجميع وتنظيم ونشر المعرفة الخاصة بالتقزم.[8][9][10]

ولتحقيق هذه الغاية، توجد شبكة استشارية وطنية تتألف من موظفين بدوام كامل في مكتب الإرشاد في بريمن ومستشارين متطوعين من الجمعيات الإقليمية الثماني.

## هيكل الجمعية
بالإضافة إلى الهيكل التنظيمي المطلوب قانونًا، تُنظّم الجمعية في نظامها الأساسي تنظيمًا داخليًا إضافيًا لتحقيق غرضها ومهامها المحددة. وينص النظام بوضوح على أن عمل الجمعية ودعم أعضائها يجب أن يتم بشكل أساسي من خلال الجمعيات الإقليمية ومجموعات العمل واللجان.
الجمعيات الإقليمية
يضم الاتحاد الفيدرالي ثماني جمعيات إقليمية، تتمتع بحرية التقسيم إقليميًا. ويتمتع بعضها أيضًا بصفة جمعية مستقلة. كما تُنظم الجمعيات الإقليمية فعاليات محلية.
مجموعات العمل
تُسهّل ثماني مجموعات عمل التواصل بين الأفراد المصابين. تُعنى كل مجموعة بنوع مُحدد من التقزم، مثل التقزم ، وخلل التنسج الضموري، ونقص التنسج الغضروفي، وداء السكري الفوسفاتي، وخلل التنسج الفقاري المشاشيّ الخلقي. تُغطي إحدى المجموعات متلازمة سيلفر-راسل، وصغر حجم الجسم بالنسبة لعمر الحمل، ونقص هرمون النمو، بينما تُعنى مجموعة أخرى بمتلازمات الشعر والأنف والسلاميات، والعُرنات الوراثية المتعددة. تعكس مجموعات العمل المتنوعة هذه طيفًا واسعًا من التشخيصات المختلفة بين الأعضاء.
مع ذلك، لا تُخصص لكل تشخيص مجموعة عمل متخصصة، إذ إن بعض الحالات نادرة جدًا لدرجة أن عدد المصابين بها أقل من عشرة أشخاص على مستوى البلاد. ومع ذلك، ينصبّ التركيز على تعزيز التواصل بين المصابين لتبادل الخبرات والمعرفة.
اللجان
هناك ثلاث لجان: "الشباب"، و"الآباء"، و"الأقزام البالغين"، تهدف إلى تقديم الدعم المصمم خصيصًا لكل مرحلة من مراحل الحياة.
المجالس الاستشارية
يجوز للمجلس تعيين مجالس استشارية لتقديم المشورة المهنية والعلمية. وتشمل هذه المجالس حاليًا المجلس الاستشاري العلمي، الذي يُسهم بفعالية في المنشورات ويُقدم التوجيه عند الحاجة إلى تحديث المواد المعلوماتية بناءً على أحدث الرؤى العلمية، ومجلس الشيوخ.

## العضويات
تعد الجمعية الفيدرالية للأشخاص قصار القامة وعائلاتهم عضوًا في العديد من المنظمات، بما في ذلك مجموعة العمل الفيدرالية للمساعدة الذاتية، وتحالف الأمراض النادرة المزمنة، والمنظمة الأوروبية للأمراض النادرة، والصليب الأحمر الألماني، جمعية ولاية بريمن، كعضو متعاون، والمجلس الألماني للإعاقة.

## المنشورات
تصدر الجمعية مجلة "التأثير على التقزم" الفصلية للأعضاء، والتي تتضمن أحدث المعلومات الداخلية للجمعية، والتجارب الشخصية، ومقالات حول نتائج الأبحاث الجديدة، أو معلومات عامة حول جهود المساعدة الذاتية. ويُبذل جهد كبير في إنتاج مواد إعلامية متنوعة، مثل "المعلومات الأولى عن التقزم" التي تتناول حالات طبية محددة (مثل التقزم، ونقص التنسج الغضروفي، وغيرها)، و"الأوراق الصفراء"، التي تقدم شروحات موجزة، مبنية على أسس طبية وعلمية، وسهلة الفهم لمجالات التشخيص الفردية. بالإضافة إلى ذلك، تُصدر الجمعية منشورات علمية بحتة.
لا يقتصر الهدف على توعية الأفراد المصابين وعائلاتهم فحسب، بل يشمل أيضًا المختصين، كالأطباء وأخصائيي العلاج الطبيعي. لذلك، هناك تعاون مستمر مع المتخصصين الطبيين، ويتم إصدار المنشورات بالتعاون مع المجلس الاستشاري العلمي للجمعية.

## المشاريع والندوات
تُنفّذ الجمعية باستمرار مشاريع متنوعة تتعلق بالتقزم. ومن الأمثلة على ذلك مشروع البحث حول الوضع المهني للأقزام منذ عام 1998، بتمويل من الوزارة الاتحادية للعمل والشؤون الاجتماعية، أو المعرض المتنقل "وجهات نظر" من عام 2008 إلى عام 2012.
بالإضافة إلى العمل على المشاريع، تُعقد ندوات للشباب والمرشدين المتطوعين، بالإضافة إلى ندوات وورش عمل للمهنيين. ويُعدّ منتدى كلاينفوتش السنوي، الذي يُعقد في يوم الصعود، أكبر حدث من نوعه، ويشارك فيه ما يصل إلى 600 مشارك في هوهنرودا.